# Kathy Batesová
Kathleen Doyle „Kathy“ Batesová (* 28. června 1948 Memphis, Tennessee) je americká herečka.
Po několika malých televizních rolích se projevila až ve filmu Misery nechce zemřít z roku 1990, za který získala cenu Oscara za nejlepší ženský herecký výkon a Zlatý glóbus. V hlavních rolích se následně objevila i ve filmech Smažená zelená rajčata (1991) a Dolores Claiborneová (1995), jako Margaret "Molly" Brownová hrála i ve velkofilmu Titanic (1997). Zahrála si také v seriálu American Horror Story.
V roce 1983 byla nominována na ocenění Cenu Tony za broadwayskou hru 'night, Mother. O 15 let později, v roce 1998, obdržela Screen Actors Guild Award za její roli ve snímku Primární barvy, za který byla nominována i na Oscara jakožto nejlepší herečku ve vedlejší roli. Na Oscara byla nominována ještě jednou, tentokrát však za herecký výkon ve filmu O Schmidtovi (2002).
V roce 2003 u ní byla objevena rakovina vaječníků, v lednu roku 2008 však ona sama uvedla, že je již zcela zdravá.